# Manuel Alday
Manuel Alday Marticorena (* 5. September 1917 in San Sebastián; † 28. Dezember 1976) war ein spanischer Fußballspieler.

## Werdegang
Manuel Alday begann nach dem Spanischen Bürgerkrieg ein Studium der Medizin in Madrid und spielte in der Freizeit Fußball für den Imperio FC, einen kleinen Verein aus der spanischen Hauptstadt. Als der Klub am Campeonato Mancomunado Centro 1939 teilnahm, traf er im Turnierverlauf u. a. auf Real Madrid. Dabei machte Alday derart auf sich aufmerksam, dass er zur Saison 1939/40 von den Königlichen unter Vertrag genommen wurde. Daraufhin spielte Alday fünf Jahre in Diensten von Real Madrid und war in dieser Zeit der treffsicherste Spieler des Vereins. In der Copa del Generalísimo 1940 war er mit 13 Toren Torschützenkönig und schoss sein Team bis ins Finale, das mit 2:3 nach Verlängerung gegen CD Español verloren ging. In der Saison 1941/42 war er mit 23 Toren zweitbester Torschütze der Liga und erreichte mit seiner Mannschaft den zweiten Tabellenplatz. Insgesamt erzielte Alday in 80 Erstliga-Einsätzen 65 Tore. Damit war er zum damaligen Zeitpunkt der vereinsinterne Rekordtorjäger in der spanischen Liga. Ferner erzielte er als erster Spieler des Klubs fünf Tore in einem Ligaspiel. Und auch seine insgesamt neun Hattricks in Pflichtspielen stellten damals einen Vereinsrekord dar, der bis heute nur von Ferenc Puskás, Alfredo Di Stéfano und Cristiano Ronaldo übertroffen wurde. Real Madrid war in diesen ersten Jahren nach dem Bürgerkrieg jedoch kein Titelanwärter. Daraus resultierend gewann Alday keine einzige Mannschaftstrophäe. Nachdem er in der Saison 1943/44 nur noch drei Ligaspiele bestritten und zu diesem Zeitpunkt bereits sein Medizinstudium abgeschlossen hatte, gab er die Laufbahn als Fußballspieler auf und wurde Arzt.